# Hansumu
Hansumu (kinesiska: 罕苏木, 罕苏木苏木) är en socken i Kina. Den ligger i den autonoma regionen Inre Mongoliet, i den norra delen av landet, omkring 790 kilometer nordost om regionhuvudstaden Hohhot. Antalet invånare är 19452. Befolkningen består av 9 342 kvinnor och 10 110 män. Barn under 15 år utgör 17,0 %, vuxna 15-64 år 77 %, och äldre över 65 år 5,0 %.
Genomsnittlig årsnederbörd är 556 millimeter. Den regnigaste månaden är juni, med i genomsnitt 158 mm nederbörd, och den torraste är februari, med 3 mm nederbörd.